# Llanfair Caereinion

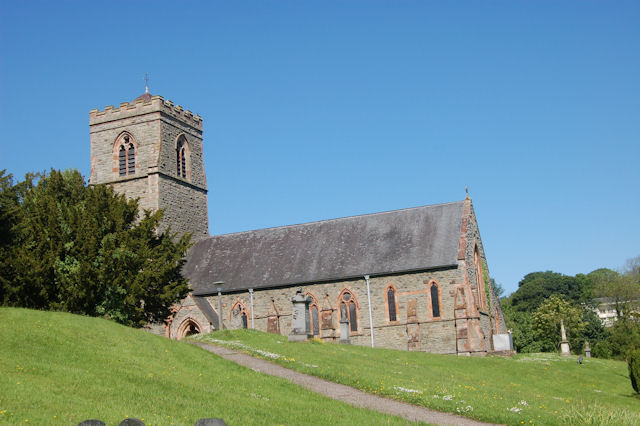
Llanfair Caereinion: la chiesa di Santa Maria

Llanfair Caereinion  è una cittadina di circa 1.810 abitanti del Galles centrale, facente parte della contea di Powys (contea tradizionale: Montgomeryshire)  e situata lungo il corso del fiume Banwy.

## Geografia fisica
Llanfair Caereinion si trova lungo l'autostrada A458, tra Mallwyd e Weshpool, (rispettivamente ad est della prima e ad ovest della seconda). Da Welshpool dista circa 12 km.

## Origini del nome
Il toponimo Llanfair Caereinion, citato anticamente come Llanveyr in Kereynion (1281-1282) e precedentemente semplicemente come Llanveyr (1254), significa letteralmente "chiesa di Santa Maria nel commote di Caereinion".

## Storia
Nel corso del Medioevo, la cittadina fu il centro di una parrocchia ecclesiastica.
Nel 1758, Llanfair Caereinion fu devastata da un grosso incendio, che distrusse molti degli edifici cittadini.
|  |

## Monumenti e luoghi d'interesse
L'architettura cittadina si caratterizza per la presenza di vari edifici in stile vittoriano.

### Chiesa di Santa Maria
Tra gli edifici d'interesse, figura la chiesa di Santa Maria, risalente al XV secolo e con una fonte battesimale del XIII secolo, ma ricostruita nel 1868.

### Arboretum
Altro luogo d'interesse è l'Arboretum, un giardino che ospita 25 tipi di alberi differenti caratteristici della Gran Bretagna.

## Società

### Evoluzione demografica
Al censimento del 2011, Llanfair Caereinion contava una popolazione pari a 1.810 abitanti, di cui  919 erano donne e 891 erano uomini.

## Cultura

### Eventi
- Carnevale di Llanfair Caereinion [3]